# Miernik krajowego dobrobytu
Miernik krajowego dobrobytu (ang. net national welfare, NNW) – zmodyfikowana wersja miernika dobrobytu ekonomicznego MEW, nazywana też miernikiem czystego dobrobytu. Służy do pieniężnego szacowania poziomu dobrobytu. Została zastosowana w Japonii w 1973 roku.
Jest to wskaźnik uwzględniający konsumpcję rządową i prywatną sensu stricto, usługi kapitału dóbr konsumpcyjnych oraz wartość czasu wolnego. Odlicza się od niego straty spowodowane degradacją środowiska wraz z nakładami na przywrócenie stanu środowiska przyrodniczego do wymaganego poziomu i straty urbanizacyjne oraz koszty spowodowane wypadkami losowymi.